# Georges Garnier
Georges Garnier (1878 - 1936) foi um futebolista francês, medalhista olímpico.
Georges Garnier competiu nos Jogos Olímpicos de Verão de 1900 em Paris. Ele ganhou a medalha de prata como membro do Club Français, que representou a França nos Jogos.